# 듀언 에디

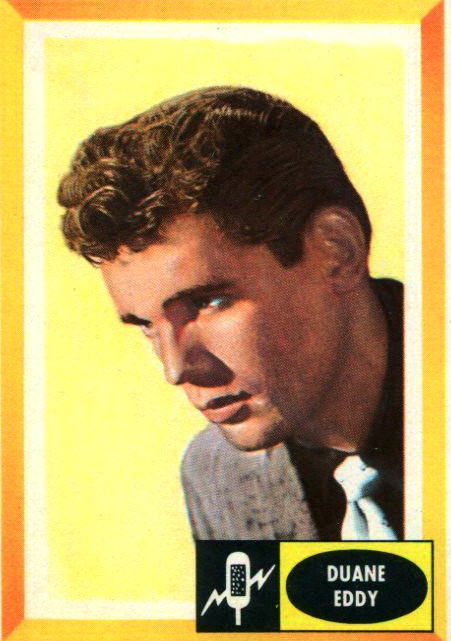
1960년

듀언 에디(Duane Eddy, 1938년 4월 26일~2024년 4월 30일)는 미국의 기타리스트이다. 낮은음현(低音絃)을 울리는 트왱기 기타로 인기가 높은 주자이다. 뉴욕주의 코닝에서 태어났다. 1955년에 알 케이시 악단에 들어갔으며 그 후 자기가 만든 더 레블루즈라는 그룹을 이끌고 1958년에 레코드 <레블 리더>가 밀리언 히트가 되어 그 이름을 전 미국에 떨쳤다. 작곡 솜씨도 훌륭했으며 1960년부터는 배우로서 영화에도 출연하였다.